# Rzeka kłamstwa
Rzeka kłamstwa – polski serial telewizyjny, emitowany od 5 marca do 16 kwietnia 1989 przez Program 1 TVP. Akcja serialu rozgrywa się na przełomie XIX i XX wieku i opowiada o Joannie Macieszance, sierocie szukającej szczęścia. Rzeka kłamstwa powstała na podstawie cyklu powieściowego autorstwa Ewy Szelburg-Zarembiny.

## Obsada
- Jowita Miondlikowska – Joanna Macieszanka
- Joanna Trzepiecińska – Joanna Macieszanka (starsza)
- Marzena Trybała – Wincenta, macocha Joanny
- Marta Klubowicz – Krystyna, siostra Joanny
- Irena Kownas – Fidelisowa, mamka bliźniaków Wincenty
- Alicja Migulanka – Babianna, kucharka w młynie
- Krystyna Feldman – Bocianicha
- Grzegorz Wons – Aleksander, pasierb Wincenty
- Waldemar Kownacki – Firmanty, parobek w młynie, kolejny mąż Wincenty
- Bożena Dykiel – Maryna, służąca wuja Ksawerego, jego kochanka i matka jego syna
- Barbara Sołtysik – wujenka
- Bogusz Bilewski – wuj Ksawery Gołębiowski
- Krzysztof Kolberger – Kaj Gozdawa, mąż Joanny
- Maria Pakulnis – Róża

### W pozostałych rolach
- Leonard Andrzejewski – stróż w browarze Bydałka
- Michał Anioł – Staszek Jeleń
- Marek Bargiełowski – nauczyciel
- Grażyna Barszczewska – Maria, córka dziedziczki
- Halina Bednarz – Olesia
- Juliusz Berger – jubiler Markus
- Stanisław Biczysko – Gabrych
- Adrianna Biedrzyńska – wnuczka Bocianichy
- Witold Bieliński – Walek, parobek u wuja Ksawerego
- Kaja Bień – Bonifacja, służąca w pałacu
- Jerzy Block – nocny stróż w sadzie
- Małgorzata Bogdańska – Sewercia, córka Serafina
- Stanisław Brudny – stolarz Żywioł
- Barbara Brylska – aktorka w salonie sukien
- Stanisława Celińska – sędzia
- Maria Chwalibóg – Dyriaszowa, właścicielka wyszynku
- Jerzy Cnota – Cygan
- Janusz Cywiński – włóczęga
- Cezary Domagała – Bazyli, młody Cygan
- Jan Englert – January Strzembosz
- Zygmunt Fok – urzędnik carski w Karpinie
- Stanisław Gawlik – kucharz Raszewski
- Teodor Gendera – Komandera
- Antonina Girycz – Kołtoniakowa, prowadząca kurs kroju
- Mariusz Gorczyński – widz w kinie
- Anna Gornostaj – Jadźka
- Piotr Grabowski – lokaj Żabiny
- Ryszarda Hanin – Cyriakowa, matka Maryny
- Stefania Iwińska – żebraczka Salomea
- Elżbieta Jagielska – kobieta w cytadeli
- Krzysztof Kalczyński – felczer
- Jerzy Karaszkiewicz – Dyriasz
- Jacek Kawalec – Bronek, parobek w młynie
- Dorota Kawęcka – mecenasowa
- Anemona Knut – Mea, córka Joanny i Kaja
- Krystyna Kołodziejczyk – Lodzia, żona Serafina
- Mirosław Konarowski – Odo Sędzimirski
- Agnieszka Kotulanka – Cyganka z martwym dzieckiem
- Helena Kowalczykowa – kucharka w domu Róży
- Krzysztof Krupiński – Krystek
- Hanna Lachman – Cezaryna, matka Kaja
- Irena Laskowska – Sanuszowa
- Wiesława Mazurkiewicz – Żabina
- Jerzy Zygmunt Nowak – woźnica podwożący Joannę do Bocianichy
- Paweł Nowisz – ogrodnik Sarzak
- Szymon Pawlicki – Serafin
- Ryszard Pracz – listonosz
- Andrzej Precigs – ekonom Jakub Potoczny
- Barbara Rachwalska – Michalina, klucznica w pałacu
- Maciej Rayzacher – Dederko
- Robert Rogalski – prowadzący demonstrację robotniczą
- Halina Rowicka – Teresa Gabrychowa
- Zdzisław Rychter – 2 role: pielęgniarz w Częstochowie; żołnierz rosyjski
- Zofia Rysiówna – dziedziczka
- Hanna Skarżanka – matka Wincenty
- Wojciech Skibiński – żebrak
- Hanna Stankówna – Charlotta, nauczycielka francuskiego
- Michał Szwejlich – handlarz Jung
- Zdzisław Szymborski – Jan, lokaj w pałacu
- Jan Tesarz – Bydałek, właściciel browaru
- Aleksander Trąbczyński – Maksym Szosland, narzeczony Jadźki
- Tadeusz Włudarski – Tawuła, chrzestny Kaja

### Epizodycznie
- Ryszard Bacciarelli, Stefania Błońska, Anna Bołczek, Marta Brodnicka, Eulalia Brodowska, Magdalena Brożyna, Krystyna Chmielewska, Petra Cibulkowa, Karol Ciostek, Jolanta Czaplińska, Janusz Dąbrowski, Karol Dillenius, Jacek Domański, Jarosław Domin, Halina Dunajska, Tomasz Dutkiewicz, Grażyna Dyląg, Ewa Ekwińska, Joanna Figlewska, Jerzy Fornal, Elżbieta Gaertner, Krystyna Gall, Danuta Gallert, Aleksander Gawroński, Maria Grabowska, Tadeusz Grabowski, Jan Greber, Stanisław Holly, Bogusław Hubicki, Zbigniew Janiszewski, Małgorzata Kaczmarska, Ewa Kania, Cynthia Kaszyńska, Elżbieta Kilarska, Elżbieta Kociszewska, Grażyna Kopeć-Dąbrowska, Anna Korzeniowska-Zielińska, Maria Korzeniowska, Maria Krawczyk-Ważyk, Hilary Kurpanik, Krzysztof Kursa, Elżbieta Kuske-Szymczakowa, Barbara Lanton, Anna Lenartowicz, Herman Lercher, Mariusz Leszczyński, Krystyna Liskowacka, Ludmiła Łączyńska, Leon Łochowski, Beata Łomnicka, Dorota Maciejewska, Krystyna Maciejewska, Barbara Majewska, Mirosława Maludzińska, Danuta Mancewicz, Teresa Marczewska, Bożena Miefiodow, Halina Michalska, Katarzyna Michałowska, Aleksander Mikołajczak, Teresa Mikołajczyk, Włodzimierz Nakwaski, Andrzej Niemirski, Ewa Nowakowska, Maciej Obłoza, Włodzimierz Panasiewicz, Karina Piontkowska, Zbigniew Plato, Adam Płociński, Jerzy Próchnicki, Bożena Robakowska, Jerzy Rojek, Włodzimierz Rzeczycki, Iwona Słoczyńska, Jan Stermiński, Zofia Streer, Ewa Symko-Marczewska, Maria Szadkowska, Hanna Szczerkowska, Robert Śliwowski, Katarzyna Tatarak, Jakub Trawkowski, Waldemar Walisiak, Alicja Wolska, Barbara Wyszkowska-Stróżewska, Kazimierz Zarzycki, Jerzy Zass, Ryszard Zieliński, Emilia Ziółkowska

### Dubbing
- Emilian Kamiński – Bazyli, młody Cygan